# Henrik Jonback
Henrik Jonback, född 14 december 1973 i Falun, är en svensk musikproducent, låtskrivare och gitarrist.
Första gången Henrik Jonback och hans producentkollegor Bloodshy & Avant arbetade med Britney Spears, var 2003 på hennes skiva In the zone. Tillsammans skrev de singeln Toxic, som vann en Grammy. Jonback medverkade därefter på flera produktioner med Britney Spears, däribland var han med och skrev singeln Do Somethin' från 2005 och på hennes följande album, Blackout, var Jonback med och skrev singeln Radar. Jonback var även med på Madonnas album Confessions on a Dancefloor, och skrev låtarna How High och Like it or Not. 2007 var Jonback med och skrev låten Speakerphone till Kylie Minogue. Han har också medverkat som musiker och skrivit låtarna Shy Boy och Young and in Love med Jordin Sparks, Animal, Genghis Khan och Back Of The Car med Miike Snow, Fire med Kelis, Not Today och Shavaar med Ms. Dynamite, Switch med Sugababes och When You Look at Me med Christina Milian.
2015 var Jonback med och skrev låten Somewhere in Stockholm på Aviciis album Stories, och han har kontinuerligt arbetat på ett flertal produktioner med Galantis och Daniel Adams-Ray.
Jonback blev även medlem i gruppen The Amplifetes tillsammans med musikerna Tommy Spaanheden, Henrik Korpi och Peter Ågren. De har givit ut två studioalbum, den första självbetitlade debuten släpptes 2010, och uppföljaren Where is the Light? 2013. Bandet återkom med singeln, Spin It i september 2023.